# Hästnäs
Hästnäs är en bebyggelse på en udde vid norra stranden av Hjälmaren i Götlunda socken i Arboga kommun. Från 2015 avgränsar SCB här en småort.